# William Mangion
William Mangion (Naxxar, 24 augustus 1958) is een Maltees zanger.

## Biografie
Mangion is vooral bekend vanwege zijn deelname aan het Eurovisiesongfestival 1993. Met zijn nummer This time eindigde Malta op de achtste plek. Ook in 2007 nam hij deel aan de Maltese preselectie voor het Eurovisiesongfestival, evenwel zonder succes.